# Франкль, Людвиг Август
Людвиг Август Франкль фон Гохварт (нем. Ludwig August Frankl von Hochwart, 1810—1894) — австрийский поэт, романист и общественный деятель, возведённый в дворянство (Риттер фон Гохварт) в 1871 году.

## Биография
Родился в 1810 году в Чехии, в еврейской семье. Обучался общим предметам в пражской гимназии, а его учителем еврейских предметов был Зах. Франкель
В 1828 году поступил в Вене на медицинский факультет; ещё будучи студентом, выпустил в 1832 г. свое первое поэтическое произведение «Das Habsburglied, historische Balladen», представляющее ряд хронологически расположенных баллад, давшее ему известность в венском литературном мире: в нём сказался преимущественно эпический и описательный талант Франкля.
Ободренный критикой, вскоре написал ряд патриотических стихотворений, перевёл несколько вещей Байрона и Томаса Мора. В Падуе в 1837 году окончил медицинский факультет. За поэму «Христофор Колумб» получил звание почётного гражданина Генуи.
Поселился в Вене и занял место секретаря и архивариуса венской еврейской общины; на этой должности оставался в течение свыше 40 лет.
В 1840 г. вышел сборник его стихотворений, отмеченный весьма сочувственно австрийской прессой. В 1841 г. стал редактором «Oesterreichisches Morgenblatt», а в 1842 г. основал первый в Австрии художественный журнал «Sonntagsblätter», — которые в 1840-х гг. считались лучшими австрийскими журналами и сгруппировали вокруг себя наиболее выдающиеся литературные силы Германии и Австрии. В «Sonntagsblätter» (до 1848) часто помещал стихотворения, а также небольшие прозаические вещи.
Его библейско-романтическая поэма «Рахиль» (1842) выдержала более 10 изданий и была переведёна на несколько языков. Следом стали появляться его «Элегии», проникнутые скорбью по поводу положения евреев того времени..

### Революция (1848)
В Мартовской революции 1848 г. увидел осуществление своего идеала и относительно евреев. Когда была объявлена свобода печати в Австрии, опубликовал 15 марта своё стихотворение «Die Universität», вызвавшее энтузиазм в лагере борцов за либеральные идеи; оно было отпечатано 1/2 миллионом оттисков и 19 раз положено на музыку. Родной город Храст избрал его своим почётным гражданином. Либеральные принципы защищал в бою, при взятии Вены Виндишгрецом он был ранен..

### 1850-е
В годы реакции всецело посвятил себя литературной деятельности: с 1852 г. стали появляться его стихотворения, поэмы, сатиры и рассказы. С 1851 г. состоял профессором эстетики и директором Венской консерватории Общества друзей музыки, а также членом правления еврейской общины Вены..

### Поездки в Палестину
В 1856 году, по поручению фон Герц-Лемель, отправился в Иерусалим, где организовал ряд благотворительных и просветительных учреждений. В «Nach Jerusalem» (2 тома, 1858) дал несколько поэтическое описание своей палестинской поездки; оно выдержало ряд изданий и переведено на многие языки, включая еврейский. В 1860 году выпустил третий том своих путевых впечатлений, под названием «Aus Aegypten».
В 1865 году предпринял новое путешествие в Палестину. Сафед и Тибериас преподнесли ему титул почётного гражданина, а Иерусалим — звание наси Святой Земли.

### Дворянство
В Вене по его инициативе был учрежден приют для слепых «Hohe Warte», поставлен памятник Шиллеру и т. д. В 1871 г. Франц Иосиф I возвёл Франкля в дворянство, прибавив к его фамилии Ritter von Hochwart, а в 1880 г. Вена избрала его своим почётным гражданином.
В 1890 г. в Вене с большим торжеством было отпраздновано его 80-летие; тогда же вышло новое издание его поэтических произведений. Стареющий Франкль посетил тогда родной Храст и написал поэму под тем же названием. В 1893 г. написал элегию по поводу смерти Адольфа Фишгофа.
Умер в 1894 году в Вене.

## Труды
- «Габсбургская песня» / «Habsburglied» (Вена, 1832)[7]
- «Эпико-лирическая поэзия» / «Episch-lyrische Dichtungen» (Вена, 1833)
- «Легенды Востока» / «Sagen aus dem Morgenlande» (Лпц., 1834);
- «Христофор Колумб» / «Christoforo Colombo» (3 изд., Штутгарт, 1836) — эпическое произведение;
- «Стихи» / «Gedichte» (7 изд., 1840);
- «Рахиль» / «Rachel» (Вена, 1842) — библейско-романтическое стихотворение;
- «Don Juan d’Austria» (3 изд., Лпц., 1846);
- «Ein Magyarenkönig» (там же, 1850 и часто);
- «Об истории евреев Вены» / «Zur Geschichte der Juden in Wien» (1853).
- «Гусли» — сербские национальные песни[6].

- В своих сатирах бичевал современное ему медицинское шарлатанство[7]:
  - «Hippocrates und die moderne Medizin» (Вена, 1853);
  - «Hippocrates und die Cholera» (там же, 1854).
  - «Die Charlatane» (3-е изд., 1862),
  - «Medicin und die Mediciner in Knitterversen» (7-e изд., 1861).

- «Nach Jerusalem» (2 тома, 1858) — поэтическое описание палестинской поездки[6];
- «Aus Aegypten» (1860) — третий том путевых впечатлений; был переведён на еврейский язык А. Б. Готлобером (1862).
- «Der Primator» (1861) — о страданиях еврейского народа[6].
- «Helden und Liederbuch» (Прага, 1861, 2 изд., 1863) — сборник небольших произведений.
- Сатира «Nach fünfhundert Jahren in Wien» (Лпц., 1863) — к столетнему юбилею венского университета.
- «Ahnenbilder» (2 изд., Лпц., 1864) и «Libanon» (4 изд., Вена, 1867) содержат поэтические плоды его путешествия на Восток.
- «Цветы Иудеи» («Евр. Библ.», 1872, II),
- «Субботняя песня» (ibid., 1873, III),
- «Tragische Könige. Epen» (Вена, 1876);
- «Последний первосвященник» («Русск. Еврей», 1880, 27),
- «Иоханан бен-Заккай» (ibid., 1880, 51) — о Иоханане бен Заккай;
- «Gesammelte poetische Werke» (1880) — в трёх томах;
- «Episches und Lyrisches» (Штутгарт, 1890);
- «Gesammelte poetische Werke» (там же, 1880);
- «Lyrische Gedichte» (5 изд., там же, 1881).[7]